# 2147 Kharadze
2147 Kharadze è un asteroide della fascia principale del diametro medio di circa 28,99 km. Scoperto nel 1976, presenta un'orbita caratterizzata da un semiasse maggiore pari a 3,1796341 UA e da un'eccentricità di 0,0507540, inclinata di 10,05165° rispetto all'eclittica.